# أسماء الحب
أسماء الحب هو فيلم من نوع رومانسية ودراما وكوميديا رومانسية أُصدر في 13 مايو 2010. الفيلم من توزيع UGC (cinema operator) ‏، وهو من إخراج ميشيل لوكلير، أما السيناريو فكان من كتابة ميشيل لوكلير وبايا قاسمي ‏.

## القصة
تقع أحداث الفيلم في باريس.

## طاقم التمثيل
- كارول فرانك
- جاك القمار
- Zakariya Gouram  [لغات أخرى]‏
- أجاثي درون [الإنجليزية]‏
- دلفين باريل  [لغات أخرى]‏
- Yann Goven  [لغات أخرى]‏
- Laura Genovino  [لغات أخرى]‏
- ليدي مولر  [لغات أخرى]‏
- ليونيل جوسبان
- زين الدين سويلم
- Alain Bedouet  [لغات أخرى]‏
- انطوان ميشيل
- ساره فوريستير
- جاكوس بوديت
- جان بيير دوراند  [لغات أخرى]‏
- كريم لكلو [الإنجليزية]‏
- Matheo Capelli  [لغات أخرى]‏
- نيكولا ساركوزي
- ميشيل موريتي
- نبيل مسعد  [لغات أخرى]‏
- نانو غارسيا  [لغات أخرى]‏
- تييري غيرييه  [لغات أخرى]‏

## الاستقبال

### الجوائز والترشيحات
حصل الفيلم على جائزتي سيزار في عام 2011، بما في ذلك أفضل ممثلة لسارة فوريستير وأفضل سيناريو أصلي.

### الميزانية والإيرادات
2.5 مليون دولار
بيع التذاكر
6.1 مليون دولار

## وصلات خارجية
- أسماء الحب على موقع IMDb (الإنجليزية)
- أسماء الحب على موقع ميتاكريتيك (الإنجليزية)
- أسماء الحب على موقع روتن توميتوز (الإنجليزية)
- أسماء الحب على موقع نتفليكس (الإنجليزية)
- أسماء الحب على موقع ألو سيني (الفرنسية)
- أسماء الحب على موقع أول موفي (الإنجليزية)
- أسماء الحب على موقع فيلمافينيتي (الإسبانية)
- أسماء الحب على موقع قاعدة بيانات الفيلم (الإنجليزية)
- أسماء الحب على موقع ليتربوكسد (الإنجليزية)
- أسماء الحب على موقع كينوبويسك (الروسية)